# IPhone 15
iPhone 15和iPhone 15 Plus是由蘋果公司設計及銷售的智慧型手機，為第17代iPhone系列智慧型手機之一，亦是iPhone 14的後繼機型。两款机型于 2023 年 9 月 12 日在加州库比蒂诺 Apple Park 举办的苹果发布会上正式发布，与价格更高的 iPhone 15 Pro 与 15 Pro Max 同期亮相。预售于 9 月 15 日开始，9 月 22 日正式发售。
iPhone 15 与 15 Plus 是首批将 Lightning 接口更换为 USB-C 接口的非 Pro 版 iPhone，以符合欧盟法规要求。
本系列也是最后一代配备6GB内存和静音拨片，未搭载Action按钮的iPhone。

## 規格

### 設計
推出初期共有5種顏色，分別是藍色、粉紅色、黃色、綠色與黑色。
| 顏色 | 中文名稱 | 英文名稱 |
| ---- | -------- | -------- |
|      | 藍色     | Blue     |
|      | 粉紅色   | Pink     |
|      | 黃色     | Yellow   |
|      | 綠色     | Green    |
|      | 黑色     | Black    |

### 硬件

#### 相機
雙鏡頭、三（光學）焦段設計：
- 4800萬像素主相機——26公釐、ƒ/1.6光圈、感光元件位移式光學影像穩定功能、100%Focus Pixels、2400萬像素與4800萬像素影像輸出
- 1200 萬像素超廣角——13公釐、ƒ/2.4光圈與120°視角
- 1200萬像素2倍望遠 (主鏡頭透過感光元件四合一像素)——52公釐、ƒ/1.6光圈、感光元件位移式光學影像穩定功能、100%Focus Pixels 數位變焦最高可達10倍。

#### 顯示器
iPhone 15配备6.1英寸的显示屏，而且采用Super Retina XDR OLED技术，分辨率为2556×1179像素，像素密度约为460 PPI。iPhone 15 Plus配备6.7英寸的显示屏，采用相同的技术，分辨率为2796×1290像素，像素密度约为460 PPI，且最高亮度皆可達2000尼特。而螢幕刷新率為60hz。两款机型均配备Super Retina XDR OLED显示屏。

#### 充电和传输速度
在歐盟的要求下，iPhone 15和iPhone 15 Plus不再搭載使用多年的Lightning接頭，而改用USB-C接口，传输速度與USB 2.0一致，而iPhone 15 Pro和iPhone 15 Pro Max的传输速度與USB 3.1一致。

### 軟件
iPhone 15和iPhone 15 Plus出廠預裝iOS 17系统。這些手機都具有動態島（Dynamic Island）功能。

## 產品圖片

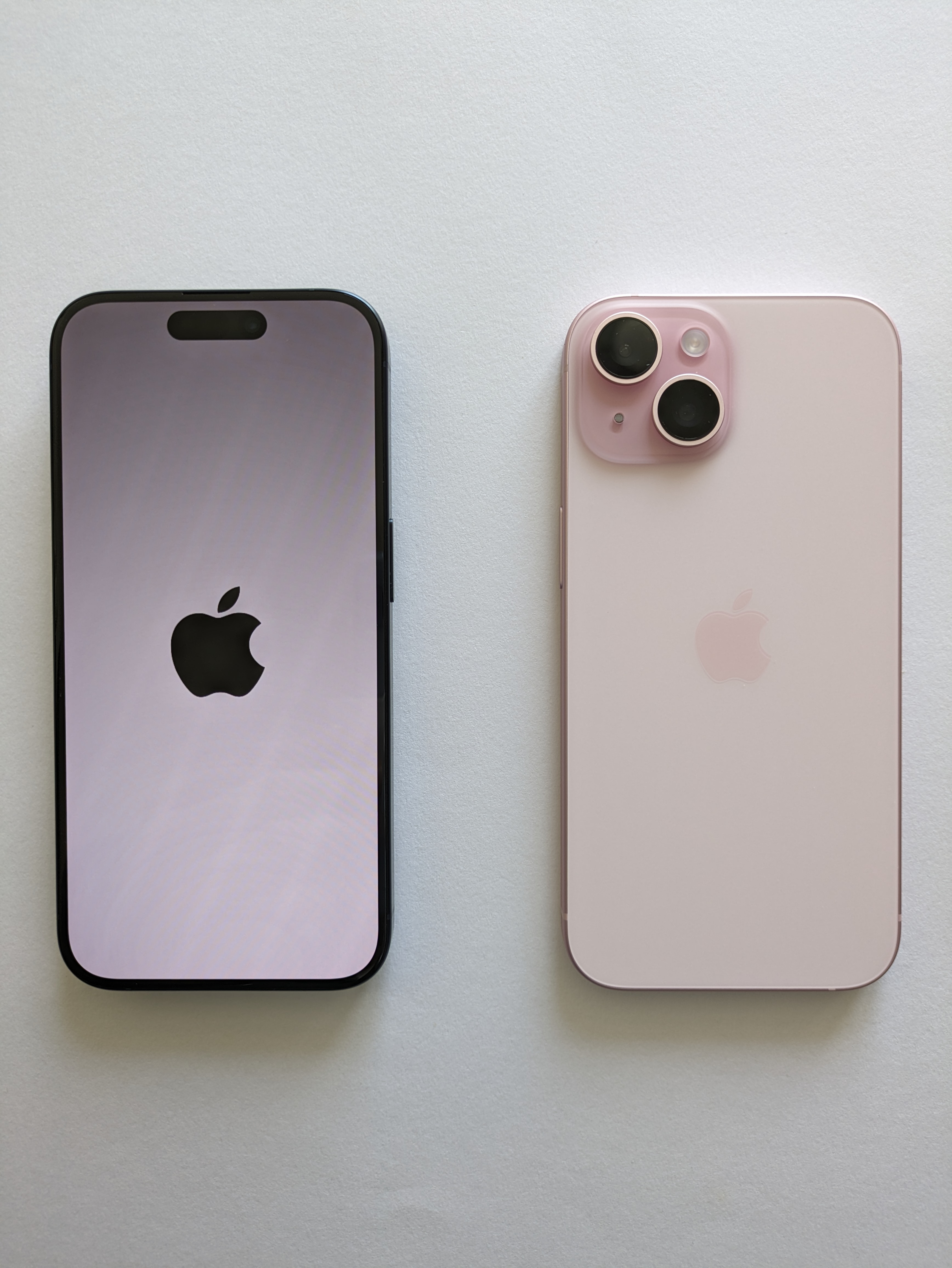
iPhone 15
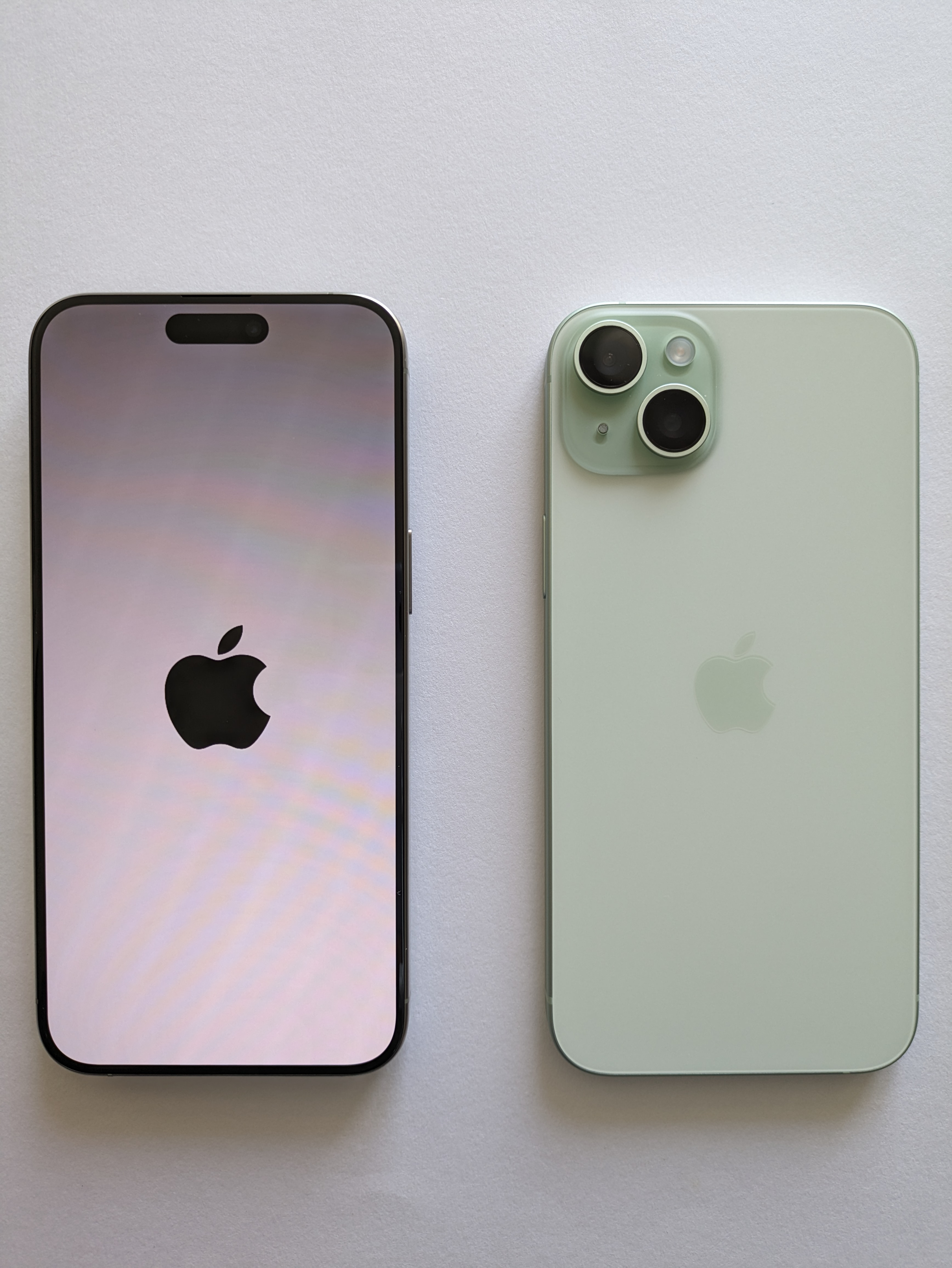
iPhone 15 Plus
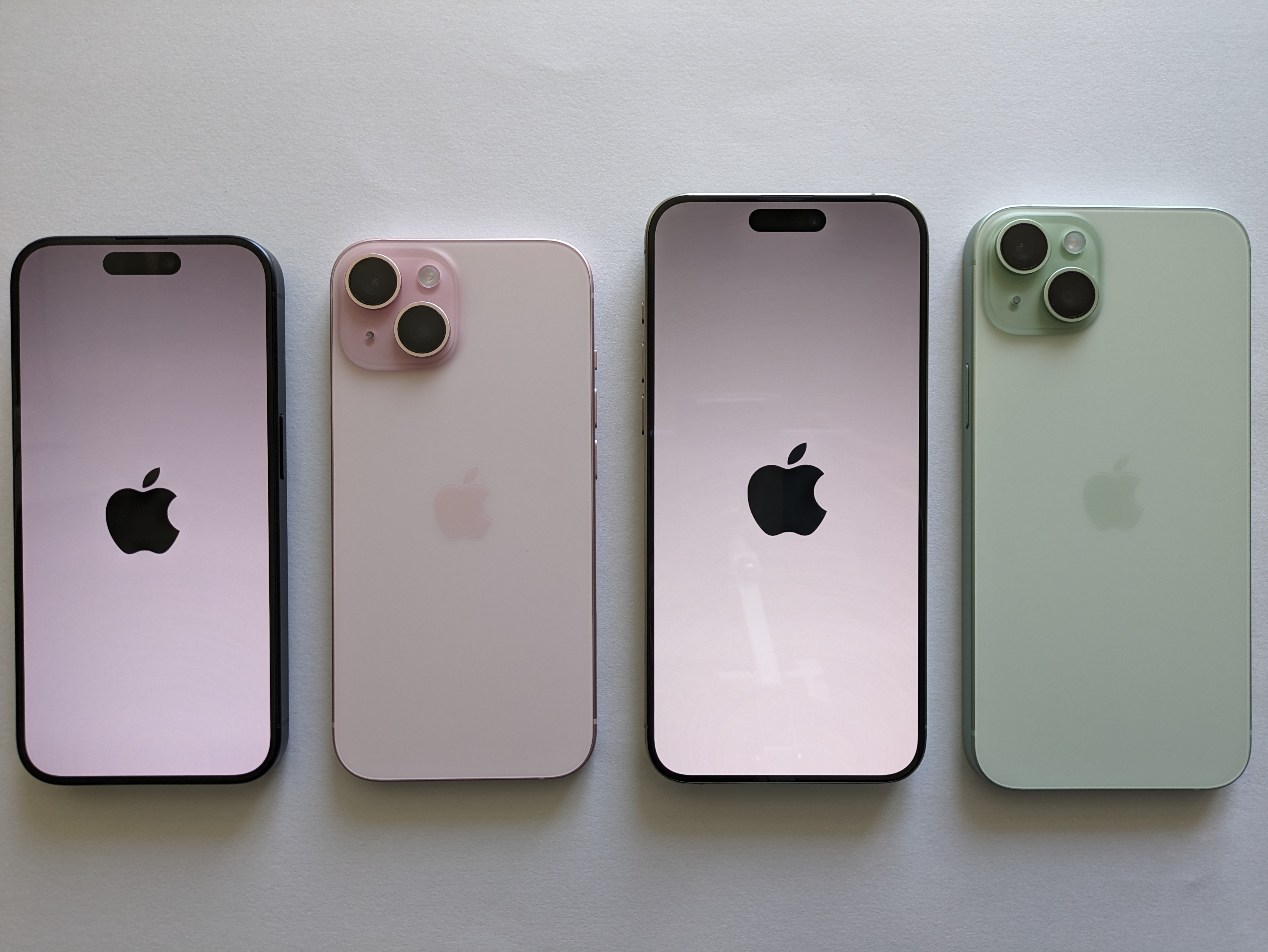
iPhone 15 系列

## 時間線
| iPhone型號年表 |
| -------------- |
|                |